# Castillo d'Acher

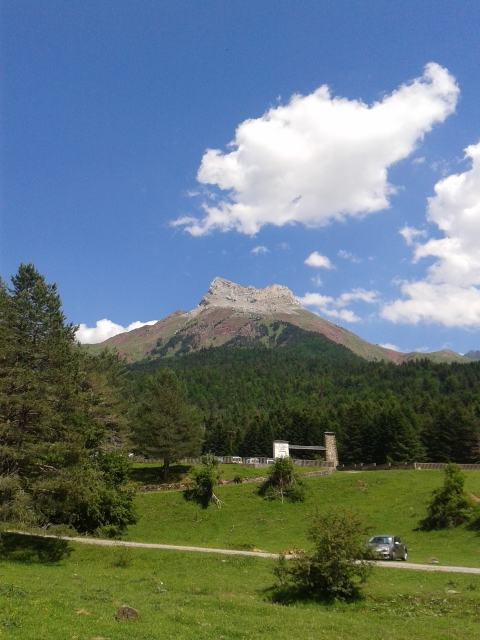
El pico desde Selva de Oza.

El Castillo d' Acher es una cima de 2384 m s. n. m. en la zona de la Selva de Oza en la parte occidental del Pirineo aragonés, en España. Debe su nombre a su aspecto de fortaleza que presenta hacia todas sus vertientes.

## Características
En orden ascendente, la cima pasa de un bosque frondoso de tonalidades verde-amarillenta a laderas rojizas. Su cima, que suele presentarse mucha nieve, es un pequeño valle rectangular rodeado en sus cuatro caras por una muralla que le da un aspecto de fortaleza.
Geológicamente es un sinclinal colgado y representa uno de los mejores ejemplos de este tipo de formaciones.